# چهارده کلمه

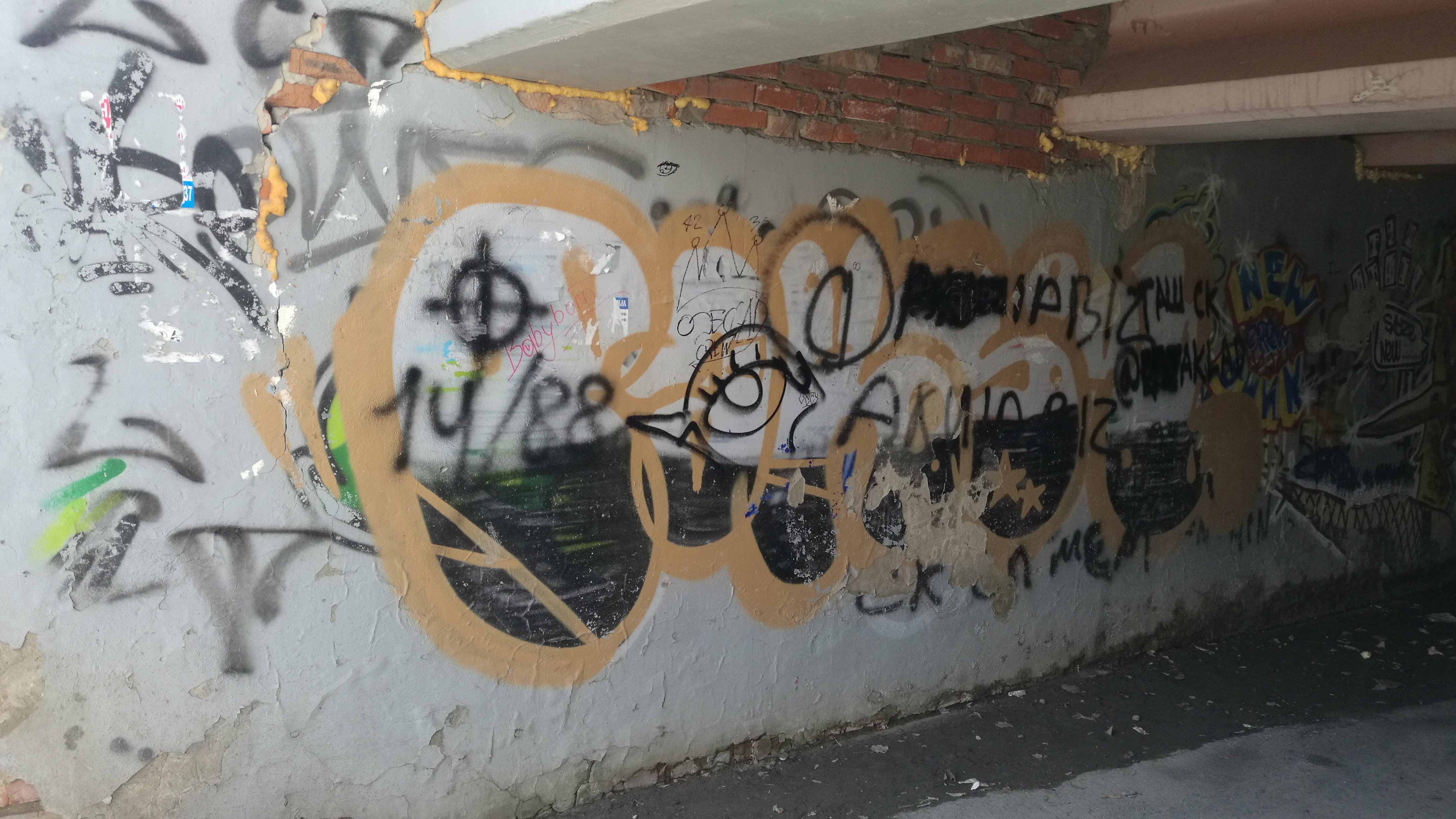
دیوار نگاره ای با نماد ۱۴/۸۸ روی آن

منظور از چهارده کلمه یا صرفاً ۱۴ شعار برترپندارانه نژاد سفید و ملی‌گرایی سفیدپوستی: «ما باید هستی مردم‌مان و آینده‌ای برای کودکان سفید را تضمین کنیم» است. ممکن است به شعار ۱۴ کلمه‌ای دیگری نیز اشاره کند: «زیرا زیبایی زنان سفید آریایی نباید از زمین محو شود.»
«چهارده واژه» (که گاه به صورت‌های 14 یا 1488 نیز خلاصه می‌شود) به دو شعار اشاره دارد که دیوید اِیدن لین، تروریست داخلی آمریکایی  